# IC 4635
IC 4635 ist eine Balken-Spiralgalaxie vom Hubble-Typ SBb im Sternbild Paradiesvogel am Südsternhimmel. Sie ist schätzungsweise 125 Millionen Lichtjahre von der Milchstraße entfernt und hat einen Durchmesser von etwa 115.000 Lichtjahren. Gemeinsam mit IC 4633 und PGC 60085 bildet sie das isolierte, gravitativ gebundene Galaxientrio KTS 54.
Das Objekt wurde am 17. August 1900 von DeLisle Stewart entdeckt.